# Loftus Versfeld Stadion
A Loftus Versfeld Stadion egy többfunkciós stadion Pretoriában, a Dél-afrikai Köztársaságban.

## Név
A stadion a pretoriai szervezett sport megalapítójáról, Robert Owen Loftus Versfeldről kapta nevét. Az évek során a stadion neve többször változott az éppen aktuális szponzortól függően, azonban a lakosok mindig Loftus Versfeldként hivatkoznak rá. 1998. június 11. és 2003. február 4. között hivatalosan Minolta Loftusnak hívták, mivel ekkor a Minolta volt a stadion névszponzora. 2003. február 5-étől a létesítményt hivatalosan Securicor Loftusnak hívták, mivel ekkor a Securicor cég kezdte szponzorálni. 2005. szeptember 1. óta a stadion hivatalosan is visszakapta eredeti nevét, amikor is a Vodacom nevű telekommunikációs társaság vette át a szponzori jogokat.

## Történelem
A területen először 1906-ban rendeztek sporteseményt. Ekkor egyszerűen csak Keleti Sportpályának hívták. Az első tégla alapú épületet a Városi Tanács húzatta fel ezen a helyen 1923-ban. Ekkor összesen 2000 férőhelyes volt a stadion, és nem lehetett valódi sportlétesítménynek nevezni.
1928-ban, leginkább az új-zélandi rögbi-válogatott dél-afrikai túrájának köszönhetően, a pretoriai rögbicsapat nagy bevételre tett szert, melynek segítségével öltözők és mosdók épültek.
1932 májusában meghalt Loftus Versfeld. Halála után a pretoriai rögbicsapat tisztelete jeléül Versfeldről nevezte el stadionját.
Az évek során a stadiont többször is fejlesztették. Legutóbb 2008-ban, hogy megfeleljen a 2010-es labdarúgó-világbajnokság mérkőzéseinek megrendezésére.

## Koncertek
Az elmúlt néhány évben a stadion számos könnyűzenei koncert helyszíne volt. Koncertet adott itt többek között a UB40. Robbie Williams Close Encounters Tour turnéjának egyik állomásaként 2006. április 17-én több mint 56 000 rajongónak énekelt. A kanadai Celine Dion is fellépett itt Taking Chances Tour turnéjával. Ez a koncert kétnapos volt (2008. február 16. és 17.), és mintegy 80 000 rajongó vett részt rajta.

## Sportesemények
Számos sportesemény helyszínéül is szolgált e stadion.

### 1995-ös rögbi-világkupa
A világkupán ebben a stadionban összesen öt mérkőzést rendeztek. Három csoportmérkőzés, egy negyeddöntő és a bronzmérkőzés helyszíne volt ez a létesítmény.

### 2009-es konföderációs kupa
Az elő-világbajnokságon ebben a stadionban összesen három csoportmérkőzést rendeztek.

### 2010-es labdarúgó-világbajnokság
A világbajnokságon ebben a stadionban összesen hat mérkőzést rendeztek. Öt csoportmérkőzés és egy nyolcaddöntő helyszíne volt ez a létesítmény.